# Catepanatul de Italia
Catepanatul (sau Catapanatul) de Italia (în greacă, κατεπανίκιον Ἰταλίας) a fost o provincie (themă) a Imperiului Bizantin, cuprinzând Italia continentală aflată la sud de o linie trasată de la Monte Gargano până la golful din dreptul orașului Salerno. De asemenea, Amalfi și Neapole, deși situate la nord de această linie, se supuneau Constantinopolului, prin intermediul catepanului.

Thema Catepanatului de Italia în jurul anului 1000.

## Istorie
În anul 873, în timpul împăratului Vasile I Macedoneanul, bizantinii au recucerit orașul Bari din mâinile sarazinilor. Alături de deja existenta themă (provincie bizantină) de Calabria, regiunea Apulia, din jurul orașului Bari, a format o nouă themă, denumită Longobardia. În jurul anului 965, strategul de Bari a fost ridicat la rangul de katepanō al Italiei, de obicei cu titlul de patrikios. Titulatura de katepanō însemna "cel mai de sus" în limba greacă. 
Câțiva aventurieri normanzi, aflați în pelerinaj către Monte Sant'Angelo sul Gargano, și-au pus în anul 1017 trupele la dispoziția orașelor longobarde din Apulia și din întreg sudul Italiei pentru a lupta împotriva bizantinilor. De atunci și până în 1030, normanzii erau simpli mercenari, care își ofereau serviciile fie bizantinilor și longobarzilor, iar apoi lui ducelui Sergiu al IV-lea de Neapole. Instalarea conducătorului normand Ranulf Drengot în fortăreața de la Aversa în 1030 a oferit acestor aventurieri un prim cap de pod în Italia, astfel încât ei au început să organizeze cucerirea treptată a Italiei de sud. Tot în 1030, au sosit în regiune Guillaume Braț de Fier și Drogo de Hauteville, fiii cei mai vârstnici ai lui Tancred de Hauteville, un nobil minuscul din Coutances, în provincia franceză Normandia. Cei doi s-au unit în încercarea concertată de a smulge Apulia de la bizantini, care au pierdut cea mai mare parte a provinciei până în 1040. Bari a fost capturat de către italieni și normanzi în aprilie 1071, încununând eliminarea bizantinilor din sudul Italiei. O tentativă bizantină de revenire va mai avea loc abia în anul 1156, sub împăratul Manuel I Comnen, care va eșua în fața aceluiași oraș.
Titlul de Catapan de Apulia și Campania a fost revitalizat pentru scurtă vreme în 1166, când a fost acordat contelui Gilbert de Gravina, vărul reginei regente Margareta de Navarra. În 1167, având așadar autoritatea de catepan, Gilbert a forțat trupele germane să părăsească regiunea Campania și să îl determine pe împăratul Frederic I Barbarossa să ridice asediul asupra orașului Ancona.

## Listă a catepanilor bizantini din Italia
- 970 – 975 Mihail Abidelas
- înainte de 982 Romanos
- 982 – 985 Calochir Delphinas
- 985 – 988 Romanos
- 988 – 998 Ioan Ammiropoulos
- 999 – 1006 Grigore Tarchaneiotes
- 1006 – 1008 Alexios Xiphias
- 1008 – 1010 Ioan Curcuas
- 1010 – 1016 Vasile Mesardonites
- mai 1017 – decembrie 1017 Leon Tornikios Kontoleon
- decembrie 1017 – 1027 Vasile Boioannes
- c. 1027 – 1029 Cristofor Burgaris
- iulie 1029 – iunie 1032 Pothos Argyros
- 1032 – mai 1033 Mihail Protospatharios
- mai 1033 – 1038 Constantin Opos
- 1038 – 1039 Mihail Spondyles
- februarie 1039 – ianuarie 1040 Nikefor Doukeianos
- noiembrie 1040 – vara lui 1041 Mihail Doukeianos
- vara lui 1041 – 1042 Exaugustus Boioannes
- februarie 1042 – aprilie 1042 Synodianos
- aprilie 1042 – septembrie 1042 George Maniakes
- toamna lui 1042 Pardos
- februarie 1043 – aprilie 1043 Vasile Theodorokanos
- toamna lui 1045 – septembrie 1046 Eustațiu Palatinos
- septembrie 1046 – decembrie 1046 Ioan Raphael
- 1050 – 1058 Argyrus
- 1060 Miriarch
- 1060 – 1061 Maruli
- 1062  Sirianus
- 1064 Perenus
- 1066 – 1069 Mihail Maurex
- 1069 – 1071 Avartuteles
- 1071 Ștefan Pateran